# Stemonocera brevialis
Stemonocera brevialis är en tvåvingeart som först beskrevs av Ito 1985.  Stemonocera brevialis ingår i släktet Stemonocera och familjen borrflugor. Inga underarter finns listade i Catalogue of Life.